# Renard véloce
Vous lisez un « bon article » labellisé en 2014.
Vulpes velox
Pour d'autres « renards », voir Renard.
Espèce
Synonymes
- Vulpes hebes Merriam, 1902

Statut de conservation UICN

 LC  : Préoccupation mineure
Le Renard véloce (Vulpes velox) est une espèce de renards vivant en Amérique du Nord. Ne dépassant pas trois kilogrammes, il s'agit du plus petit renard d'Amérique du Nord. Habitant des prairies des Grandes Plaines, le renard véloce est très dépendant de son terrier qu'il utilise pour se cacher des prédateurs tels le Coyote (Canis latrans). C'est un prédateur de petits mammifères, et son régime alimentaire est essentiellement constitué de lagomorphes. Il vit en couple qui élève tous les ans une portée de trois à six renardeaux. Au contraire de nombreux canidés, le territoire est maintenu par la femelle.
Les populations du Renard véloce ont fortement diminué à partir du XIXe siècle et jusqu'au milieu des années 1950 en raison de campagnes indifférenciées d'empoisonnement des nuisibles, de modifications de son habitat à la suite du développement de l'agriculture et de la chasse pour sa fourrure. Le Renard véloce ne se trouve plus que dans les prairies du Kansas, du Colorado, du Nouveau-Mexique et l'Oklahoma. Au Canada, l'espèce disparaît localement à partir de 1938. Des campagnes de réintroduction réalisées à partir des années 1980 ont permis d'établir une petite population dans les provinces de l'Alberta et de la Saskatchewan mais aussi aux États-Unis, dans l’État du Montana. L'espèce est classée comme « préoccupation mineure » (LC) par l'Union internationale pour la conservation de la nature (UICN).
Il est étroitement apparenté au Renard polaire (Vulpes lagopus) et au Renard nain (Vulpes macrotis) et ce dernier est parfois considéré comme une sous-espèce, car des hybrides des deux espèces sont présents naturellement là où leurs aires de répartition se chevauchent. Le Renard véloce est présent sur de nombreux sites archéologiques américains et garde une importance culturelle forte chez les Indiens des Plaines.

## Dénomination
Les noms vernaculaires et le nom scientifique du Renard véloce traduisent la rapidité de ce canidé. En allemand, le Renard véloce est appelé flinkfuchs et en anglais swift fox. En langue pied-noir, le Renard véloce est appelé senopah.
Le nom scientifique complet (avec auteur) de ce taxon est Vulpes velox (Say, 1823). L'espèce a été initialement classée dans le genre Canis sous le protonyme Canis velox Say, 1823.

## Description

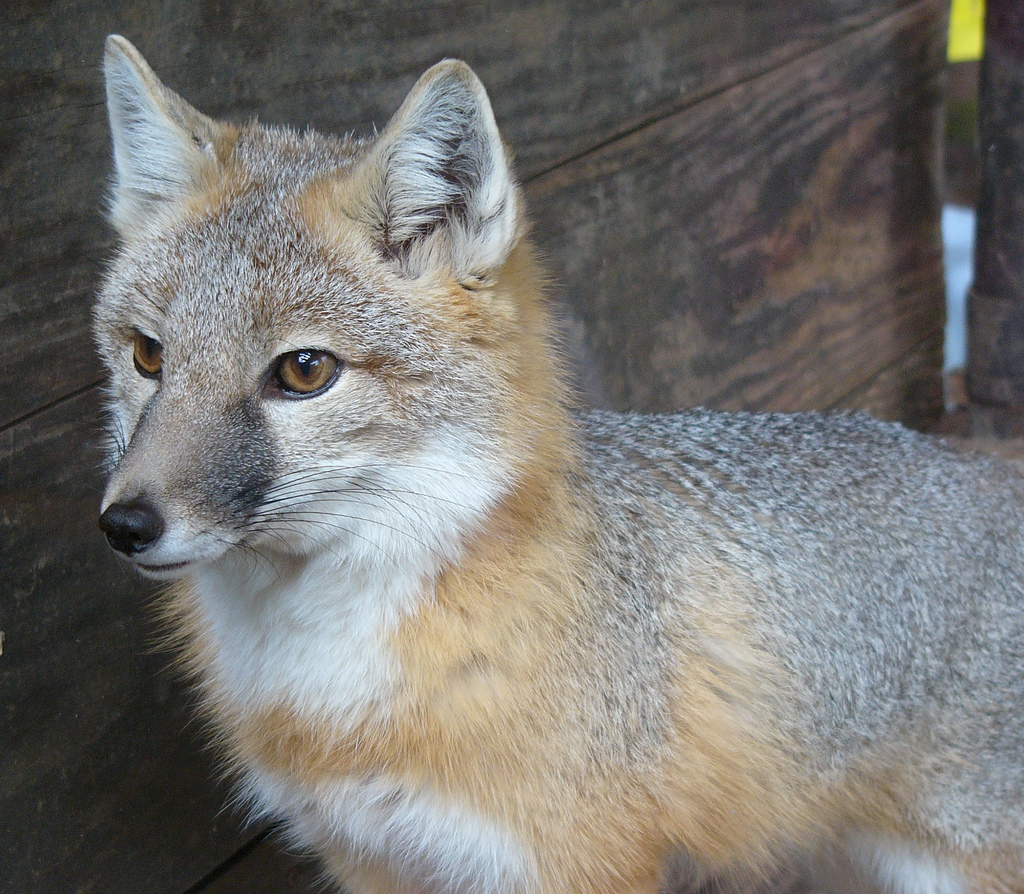
Portrait d'un Renard véloce.

Avec sa taille proche de celle du chat domestique (Felis silvestris catus), le Renard véloce est la plus petite espèce de renards d'Amérique du Nord. La longueur du corps varie de 37,5 à 52,5 cm et la queue mesure 22,5 à 35 cm. Ce renard pèse de 1,8 à 3 kg. Le mâle est en moyenne légèrement plus grand que la femelle. Le manteau d'hiver est long et dense de couleur gris chamoisé foncé pour les parties supérieures du corps et roux-bronze pour les flancs, les pattes et la partie ventrale de la queue. En été, la fourrure est plus courte, dure et tend vers le roux. La gorge, la poitrine, l’intérieur des oreilles et les parties internes du corps sont blanc crème. L'extrémité de la queue est noire.
Le Renard véloce ressemble au Renard nain (Vulpes macrotis). Il a toutefois des oreilles plus petites, un museau plus large et une queue plus courte. Il se distingue de tous les autres canidés de son aire de répartition par les taches noires sur son museau, l'extrémité de sa queue noire et sa petite taille.

## Comportement

### Habitat

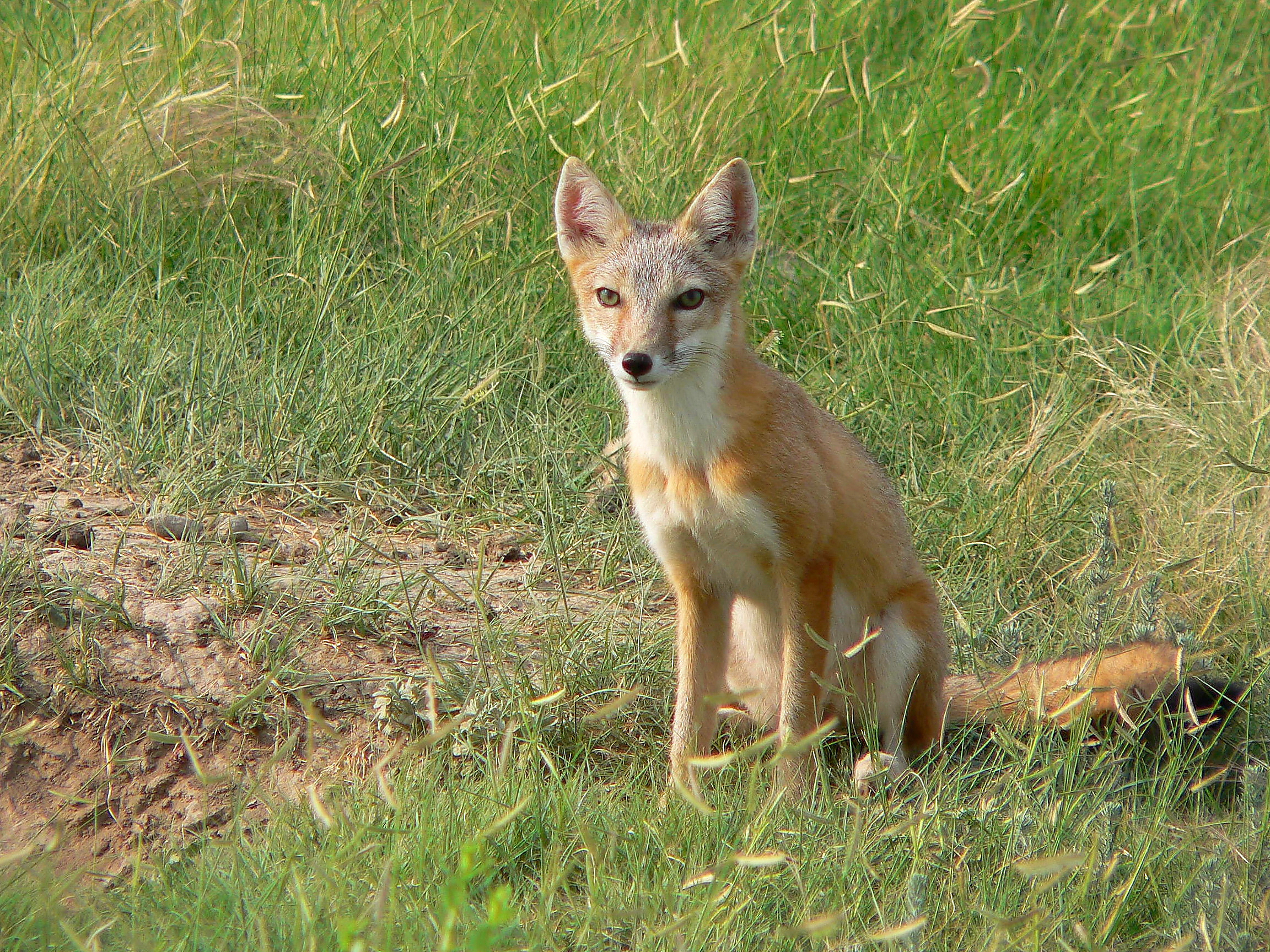
Un Renard véloce au Kansas, près de son terrier.

Le Renard véloce est un habitant des prairies. Il apprécie tout particulièrement les prairies d'herbes rases à moyennes sur des terrains peu vallonnés. Il s’accommode des terrains en jachère comme des observations au Kansas le confirment. Le Renard véloce est extrêmement dépendant des terriers qu'il utilise toute l'année, notamment pour éviter la prédation des Coyotes (Canis latrans), la compétition interspécifique des Renards roux (Vulpes vulpes),, mais également pour l'élevage des jeunes et pour se protéger des conditions climatiques extrêmes de son aire de répartition. Il creuse son propre terrier ou utilise celui d'un autre animal. Le terrier du Renard véloce est généralement situé en hauteur dans un terrain bien drainé. Les tunnels, qui comportent une à sept entrées, peuvent mesurer jusqu'à 3,50 m de long et mènent à une chambre enterrée jusqu'à une profondeur d'1,50 m.
Le Renard véloce est rapide, comme son nom l'indique. Sa vitesse de pointe est d'environ 50 à 60 km/h, ce qui lui permet de s'enfuir face aux prédateurs et de capturer ses proies.

### Territorialité
La taille du territoire est une donnée encore mal connue, car très variable d'une étude à l'autre : les estimations de la superficie moyenne varient de 7,6 à 32,3 km2. Le territoire d'un couple reproducteur recouvre partiellement les territoires des couples adjacents, mais le cœur du territoire constitue un domaine vital exclusif.
Contrairement aux autres canidés, l'organisation sociale et territoriale du Renard véloce est centrée autour de la femelle adulte. La renarde maintient le territoire et la famille : lorsqu'elle meurt, le mâle émigre pour trouver un autre territoire, alors que la femelle est capable de maintenir son territoire seule, et notamment de nourrir et protéger les renardeaux.

### Reproduction

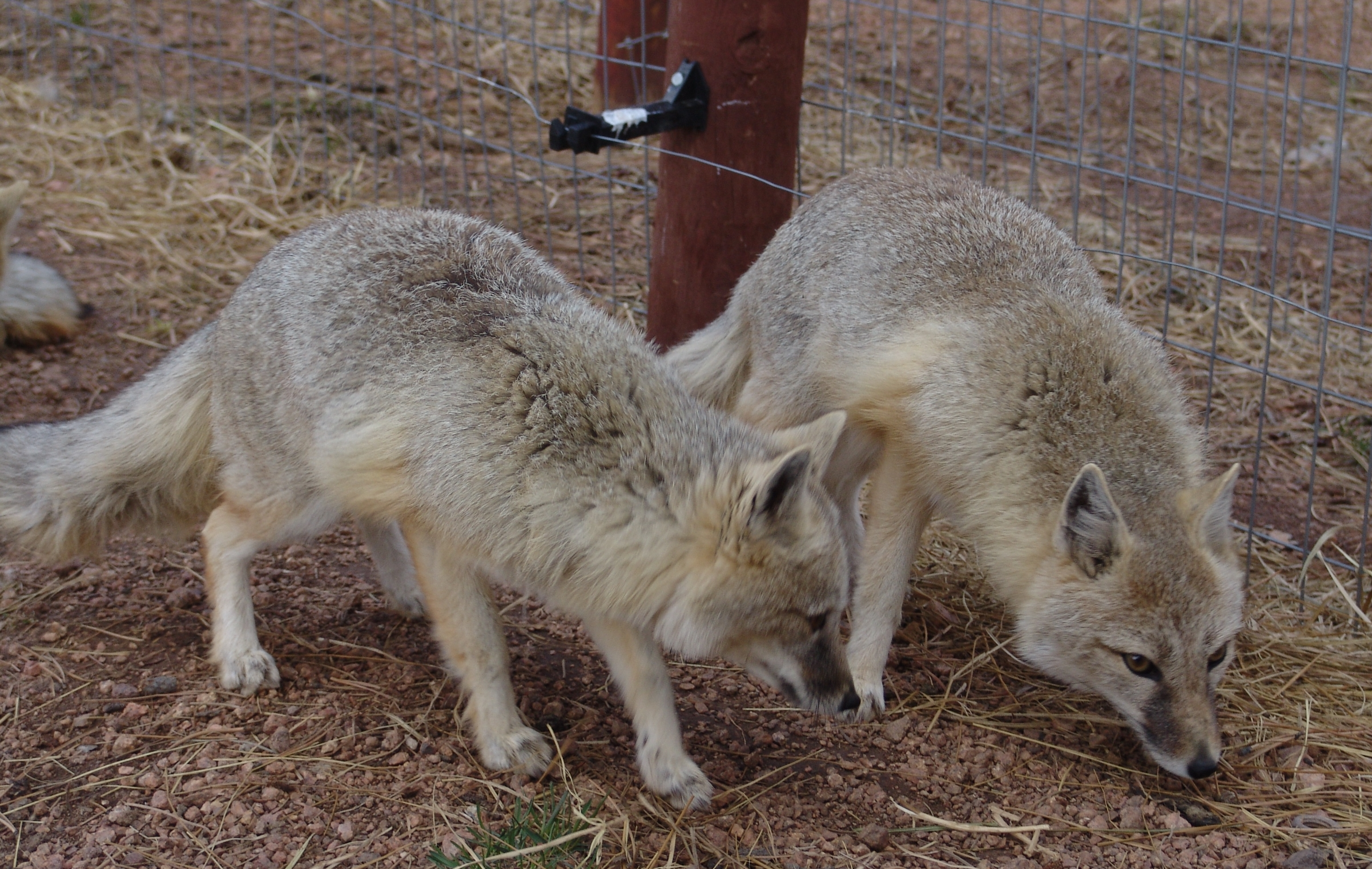
Le Renard véloce vit en couple qui élève une portée de trois à six renardeaux tous les ans.

Le Renard véloce vit en couple accompagné de ses renardeaux. Des observations occasionnelles d'un mâle vivant avec deux femelles ont été rapportées. Les femelles n'ont leurs chaleurs qu'une fois par an et la saison de reproduction diffère selon la latitude : elle s'étale de décembre à janvier dans l'Oklahoma, de janvier à février dans le Colorado, de février à début mars dans le Nebraska et en mars au Canada. La femelle donne naissance de trois à six petits après 51 jours de gestation en moyenne.
Les yeux des renardeaux s'ouvrent après dix à quinze jours. Les jeunes restent confinés dans le terrier jusqu'à l'âge d'un mois environ et ils sont sevrés à l'âge de six à sept semaines. Le Renard véloce peut occuper jusqu'à treize terriers en une année. Le couple déplace les jeunes parce que les proies se font rares ou parce que les parasites deviennent trop nombreux dans le terrier. Les deux parents s'occupent de l'élevage des jeunes. Les renardeaux quittent la cellule familiale à l'âge de quatre à six mois, en août et septembre dans l'Oklahoma, entre septembre et octobre dans le Colorado et le Kansas et en août au Canada.

### Régime alimentaire

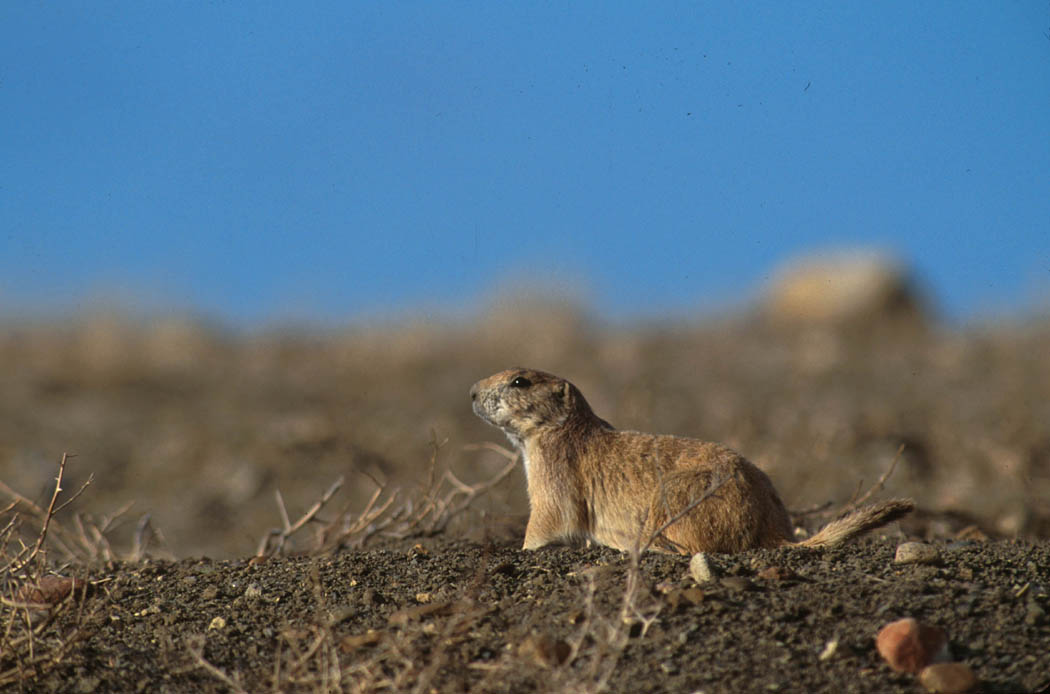
Le Chien de prairie à queue noire est la proie principale du Renard véloce dans le Dakota du Sud.

Le Renard véloce est un prédateur nocturne qui parcourt environ 13 km chaque nuit selon une étude au Nebraska. En journée, le Renard véloce prend parfois des bains de soleil devant une entrée de son terrier, mais reste le plus souvent caché dans son terrier. Les proies principales sont les petits mammifères, mais le régime alimentaire inclut également les insectes, les oiseaux, les œufs, les carcasses et les végétaux comme la figue de Barbarie, la prune sauvage ou des graines de tournesol.
Les léporidés (lièvres et lapins) forment en général la proie principale du Renard véloce. Dans le Dakota du Sud, les petits mammifères représentent 49 % de l'assiette alimentaire et la proie principale est le Chien de prairie à queue noire (Cynomys ludovicianus). Au Kansas et au Nebraska, le Renard véloce se nourrit principalement de rongeurs muridés. En été, la proportion d'insectes dans le régime alimentaire augmente fortement.

### Mortalité
Le taux de mortalité est de 47 à 63 % dans la nature. Le principal prédateur et principale cause de mortalité naturelle est le Coyote. L'Aigle royal (Aquila chrysaetos) et le Blaireau d'Amérique (Taxidea taxus) tuent également des Renards véloces. Il peut également subir les activités humaines, notamment être empoisonné, tiré ou piégé. Les collisions avec des véhicules constituent un important facteur de mortalité pour les jeunes.
Aucune maladie grave n'est signalée. Toutefois, ils sont probablement susceptibles de contracter toutes les maladies canines usuelles. Deux décès par la maladie de Carré ont par exemple été signalés. Le Renard véloce est porteur de nombreux parasites internes et externes. Les puces sont les ectoparasites les plus nombreux. Les parasites internes répertoriés sont des nématodes comme Ancylostoma caninum, Trichuris vulpis ou les vers du genre Uncinaria,.
Le record de longévité est de douze ans et neuf mois en captivité. Dans la nature, des individus de huit ans ont été capturés.

## Chorologie

### Aire de répartition historique
Le Renard véloce est historiquement un habitant des Grandes Plaines et son aire de répartition s'étalait des provinces canadiennes de l'Alberta, de la Saskatchewan et du Manitoba jusqu'au Nouveau-Mexique et Texas. Il était probablement présent dans le Minnesota et l'Iowa. Un fossile de Renard véloce a par ailleurs été trouvé dans ce dernier État. Le Renard véloce était considéré comme un prédateur abondant.

### Historique de la diminution des populations

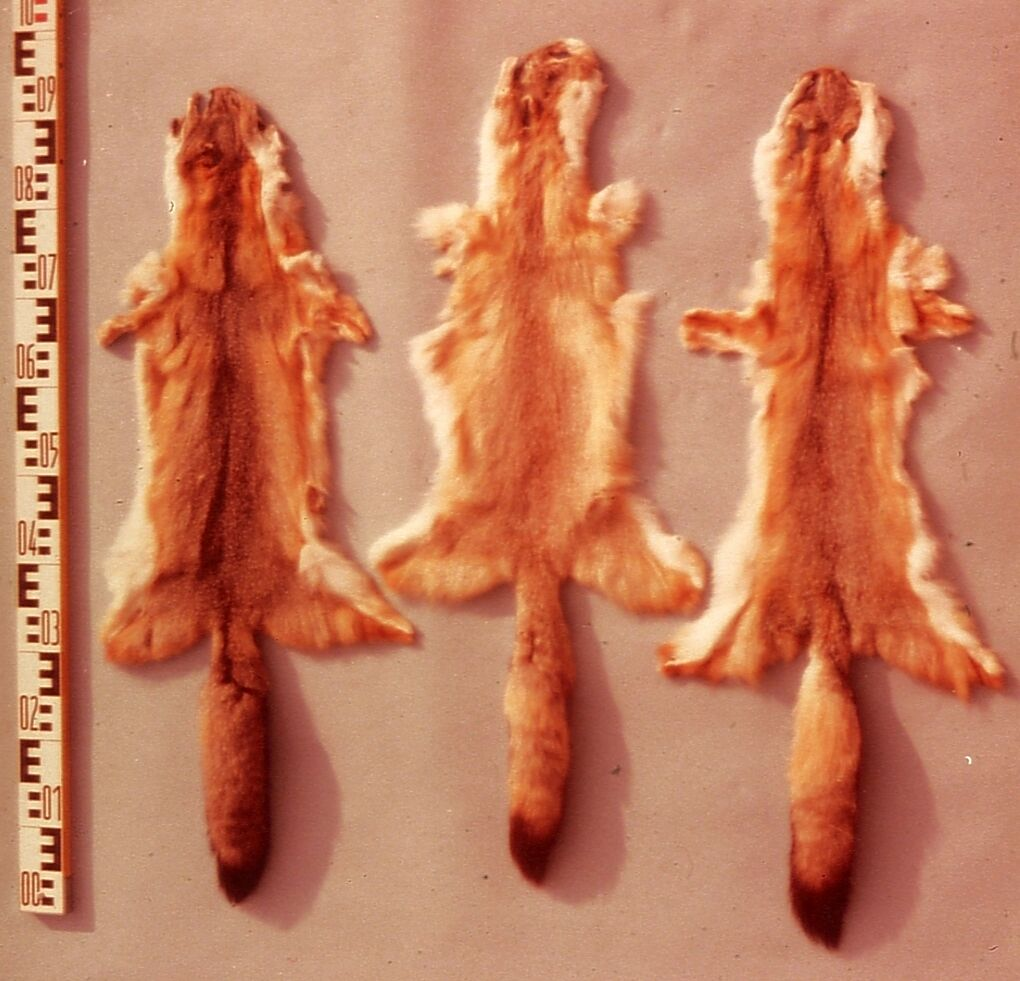
Le Renard véloce a été fortement chassé pour sa fourrure.

Le Renard véloce se méfie moins des appâts empoisonnés que le Renard roux (Vulpes vulpes). Du milieu à la fin du XIXe siècle, de nombreux appâts empoisonnés ont été répandus dans les Grandes Plaines afin de faire disparaître les loups et les coyotes, et le Renard véloce a fait partie des pertes collatérales. Par ailleurs, une grande partie de son habitat a été modifiée par l'expansion de l'agriculture. La peau du Renard véloce a également alimenté les marchés aux fourrures : par exemple, au Canada, entre 1853 et 1877, la compagnie de la Baie d'Hudson a vendu plus de 100 000 peaux.
Dans les années 1920, les populations du nord de l'Amérique sont considérées comme disparues, bien que quelques observations soient rapportées au Canada. L'espèce est considérée comme extirpée du Canada dès 1938. Au Sud, le Renard véloce ne survit plus que dans le Colorado, le Nouveau-Mexique, l'ouest du Texas et éventuellement l'ouest du Kansas. Dans les années 1940, l'espèce est considérée comme extirpée du Kansas. Dans les années 1950, le Renard véloce réapparait de manière encore mal expliquée dans l'Oklahoma, la majeure partie du Kansas, le Nebraska et le Wyoming. Dans les années 1960 et 1970, il réinvestit le Dakota du Sud, le Dakota du Nord et le Montana. Dans les années 1990, les populations déclinent à nouveau, probablement en raison de la perte de son habitat due à l'activité agricole et peut-être à cause d'une chasse aux fourrures trop intensive.

### Aire de répartition actuelle

Aire de répartition du Renard véloce.

Aux États-Unis, l'aire de distribution actuelle ne représente que 39 à 42 % de l'aire de répartition historique. En 2003, les États du Kansas, du Colorado, du Nouveau-Mexique et la queue de casserole de l'Oklahoma sont considérés comme le cœur de l'aire de distribution du Renard véloce. Les populations du Texas et du Wyoming sont plus fragmentées et vulnérables, celles du Nebraska, du Dakota du Sud et du Montana sont considérées comme rares. Des réintroductions ont été menées en 2002 dans le Dakota du Sud par le Turner Endangered Species Fund et en 2003 dans le parc national des Badlands. Les Defenders of Wildlife soutiennent des actions de réintroduction dans la réserve indienne des Blackfeet dans le Montana depuis 1998.
Au Canada, le Renard véloce est présent en Alberta et en Saskatchewan. Des réintroductions sont réalisées au Canada à partir de 1983. En 1997, 942 Renards véloces sont relâchés dans la nature. La plupart d'entre eux sont issus de l'élevage conservatoire, mais une petite partie provient de populations sauvages déplacées. Des comptages réalisés durant les années 2000 et 2001 montrent que la population de Renard véloce est trois fois plus importante qu'en 1996-1997 et qu'au moins 98,6 % des individus sont nés dans la nature. Toutefois, cette petite population de Renards véloces, estimée à 877 individus reste fragile.

### Menaces pesant sur l'espèce
La menace principale pesant sur l'espèce est la disparition ou la modification de son habitat, qui change les conditions de prédation et de compétition interspécifique du Renard véloce. Aux États-Unis, la tendance à l'irrigation des jachères tout comme la plantation de végétation haute et dense préconisée par le Conservation Reserve Program peuvent fragiliser les populations. Au Canada, l'industrie pétrolière et gazière s'étend rapidement sur les prairies où vit le Renard véloce. Aux dommages causés par l'exploration et l'exploitation pétrolière, s'ajoute le développement des routes qui fragmentent l'habitat et exposent les populations aux accidents routiers. L'urbanisation massive associée à un contrôle des coyotes pourrait augmenter les populations du Renard roux et accroître la pression interspécifique sur le Renard véloce.
La seconde menace pesant sur cette espèce est le piégeage et l'élimination indifférenciée des nuisibles. Les éleveurs de bétail, soucieux de protéger leurs troupeaux, peuvent en effet utiliser des poisons, légaux ou pas, afin d'éliminer les coyotes et les loups. Au Canada, l'utilisation du 1080, un poison puissant, a été récemment ré-autorisée par la province de la Saskatchewan et constitue selon l'UICN une inquiétude pour les populations de Renard véloce, très fragiles dans cette province.

### Protection légale
Le Renard véloce est considéré comme une espèce en « préoccupation mineure » (LC) par l'UICN. La sous-espèce V. v. hebes était classée en annexe I de la CITES, mais cela a été annulé en 1983. Au Canada, l'espèce est protégée en vertu de la loi sur les espèces en péril et par les Wildlife Acts de la Saskatchewan et de l'Alberta qui interdisent de lui nuire ou de  tuer les individus. Le statut de l'espèce, évalué par le Comité sur la situation des espèces en péril au Canada, est passé d'« espèce disparue du pays » lors du premier examen en 1978 à « espèce en voie de disparition » en 2000, et finalement à « espèce menacée » en 2009.

## Taxinomie

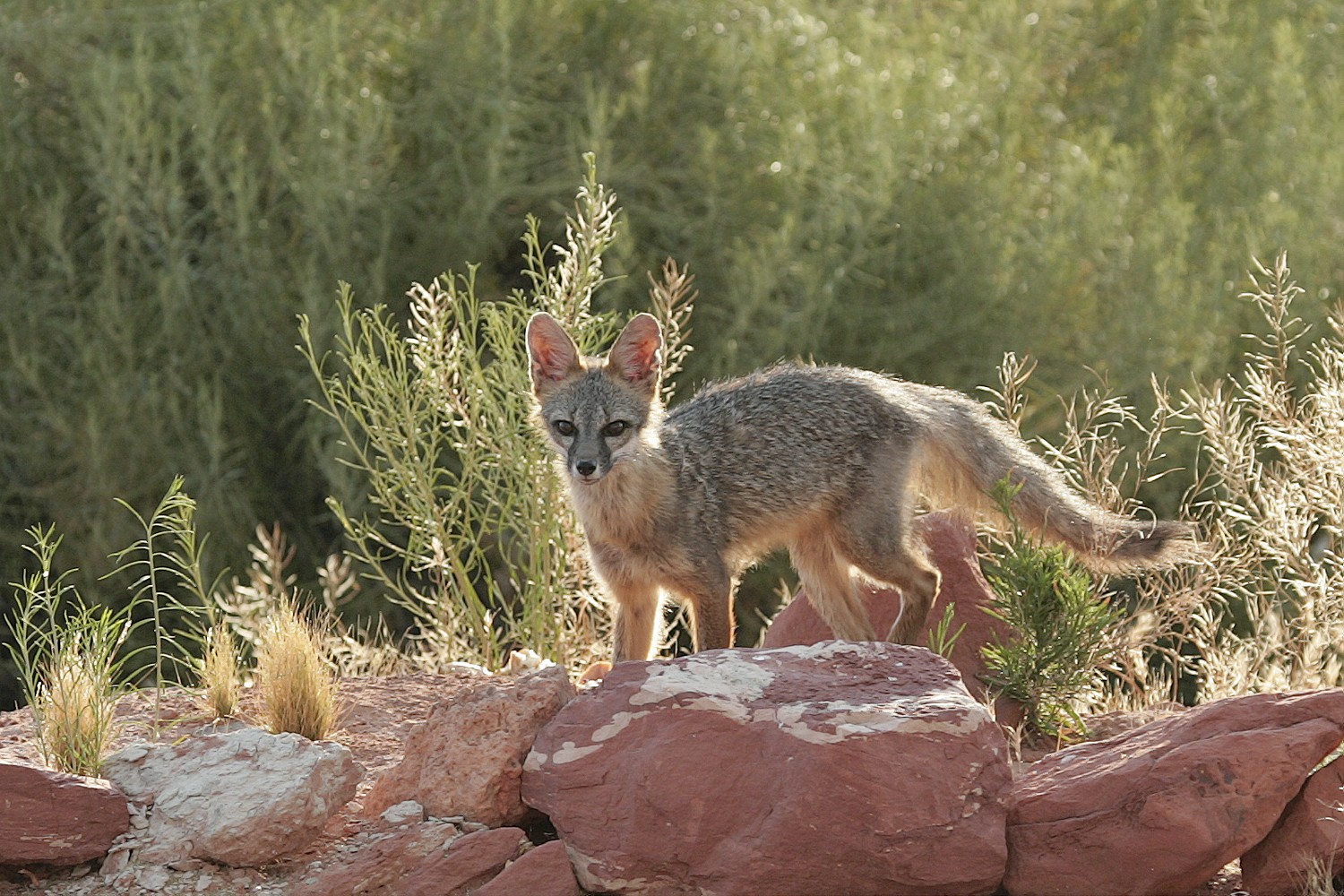
Le Renard nain est l'espèce la plus proche du Renard véloce.

À la fin du Miocène, il y a neuf à cinq millions d'années, l'extinction des Borophaginae de petite taille en Amérique du Nord ouvre leur niche écologique aux espèces de la taille des renards. La tribu des Vulpini, comprenant les espèces des genres Vulpes et Urocyon, commence à diverger à cette époque. Bien que les preuves de présence des renards en Amérique du Nord soient plutôt pauvres, quelques fragments de fossiles de Renard véloce confirment sa présence dans les Grandes Plaines à partir du Pliocène.
Le Renard véloce est génétiquement très proche du Renard nain (Vulpes macrotis) et sa position taxonomique a été fortement débattue. Le Renard véloce et le Renard nain ont pu être considérés comme appartenant à la même espèce, notamment sur des critères morphologiques : le Renard nain est légèrement plus petit et a un museau plus étroit. Dans ce cas-là, le Renard nain est généralement considéré comme une sous-espèce du Renard véloce sous le nom scientifique V. velox macrotis. Des zones d'hybridations naturelles sont démontrées entre les deux espèces à l'Ouest du Texas et à l'Est du Nouveau-Mexique,.
Toutefois, dans les années 1990, des analyses génétiques ont montré que l'éloignement génétique entre V. velox et V. macrotis était comparable à celui entre le Renard roux (V. vulpes) et le Renard polaire (V. lagopus), ce qui confirmerait le statut d'espèces distinctes. Le Renard véloce et le Renard nain sont très fortement apparentés au Renard polaire.
L'espèce est décrite par Thomas Say en 1823. Un synonyme est répertorié par Mammal Species of the World : Vulpes hebes. Le Renard véloce comprenait deux sous-espèces, à présent considérées comme invalides, :
- Vulpes velox velox Say, 1823, située au sud de l'aire de répartition[23] ;
- Vulpes velox hebes Merriam, 1902, située au nord de l'aire de répartition, et notamment au Canada[23].

## Le Renard véloce dans la culture amérindienne
Le Renard véloce a une importance culturelle forte pour les Indiens des Plaines. Des restes de Renards véloces sont présents sur de nombreux sites archéologiques. La Kit Fox Society est une société pied-noir du sud-ouest de l'Alberta qui perpétue des fonctions sacrées, et qui interdit, dans les tribus du Montana de tuer les Renards véloces.